# Sender Rosenegg
Der Sender Rosenegg  ist ein Füllsender des Südwestrundfunks (ehemals des Südwestfunks) für Hörfunk und Fernsehen. Er befindet sich auf der Rosenegg auf der Gemarkung der Gemeinde Rielasingen-Worblingen, nahe der Grenze zur Schweiz. Als Antennenträger dient ein freistehender Stahlfachwerkturm.
Der Sender versorgt primär die Gemeinde Ramsen SH auf Schweizer Seite (DVB-T) sowie die deutsche Stadt Singen (Hohentwiel) (UKW).

## Frequenzen und Programme

### Analoger Hörfunk (UKW)
| Frequenz (MHz) | Programm      | RDS PS   | RDS PI | Regionalisierung | ERP (kW) | Antennendiagramm rund (ND)/gerichtet (D) | Polarisation horizontal (H)/vertikal (V) |
| -------------- | ------------- | -------- | ------ | ---------------- | -------- | ---------------------------------------- | ---------------------------------------- |
| 105,0          | Radio Seefunk | _SEEFUNK | 140A   | Bodensee         | 0,3      | D (230–100°)                             | H                                        |

### Digitales Fernsehen (DVB-T)
| Kanal | Frequenz (in MHz) | Multiplex | Programme im Multiplex                            | ERP (in kW) | Antennen- diagramm rund (ND) / gerichtet (D) | Polarisation horizontal (H) / vertikal (V) |
| ----- | ----------------- | --------- | ------------------------------------------------- | ----------- | -------------------------------------------- | ------------------------------------------ |
| 34    | 578               | SRG D01   | - SRF 1 - SRF zwei - SRF info - RSI LA 1 - RTS Un | 1,9         | D                                            | V                                          |

### Analoges Fernsehen (PAL)
Vor der Umstellung auf DVB-T diente der Sendestandort weiterhin für analoges Fernsehen:
| Kanal | Frequenz (MHz) | Programm                        | ERP (kW) | Sendediagramm rund (ND)/ gerichtet (D) | Polarisation horizontal (H)/ vertikal (V) |
| ----- | -------------- | ------------------------------- | -------- | -------------------------------------- | ----------------------------------------- |
| 10    | 210,25         | Das Erste (SWR)                 | 0,125    | D                                      | H                                         |
| 48    | 687,25         | SWR Fernsehen Baden-Württemberg | 0,025    | D                                      | V                                         |
| 52    | 719,25         | ZDF                             | 0,025    | D                                      | V                                         |
| 58    | 767,25         | SF 1                            | 0,14     | D                                      | H                                         |
| 62    | 799,25         | SF zwei                         | 0,14     | D                                      | H                                         |
| 65    | 823,25         | TSI 1                           | 0,14     | D                                      | H                                         |
| 68    | 847,25         | TSR 1                           | 0,14     | D                                      | H                                         |